# رون كارلسون
رون كارلسون (بالسويدية: Rune Carlsson)‏ (1 أكتوبر 1909) لاعب كرة قدم سويدي راحل كان يجيد اللعب في خط الوسط.
لعب طوال مسيرته الرياضية في نادي إسكيلستونا.
شارك مع منتخب السويد في بطولة كأس العالم 1934 في إيطاليا حيث خرج من الدور الربع النهائي.

## وصلات خارجية
- رون كارلسون على موقع الاتحاد الدولي (مؤرشف)  (الإنجليزية)
- رون كارلسون على موقع اتحاد السويد (السويدية)
- رون كارلسون على موقع قاعدة بيانات كرة القدم.إي يو (الإنجليزية)
- رون كارلسون على موقع ناشيونال فوتبول تيمز (الإنجليزية)
- رون كارلسون على موقع عالم كرة القدم.نت (الإنجليزية)

- هذا سيرة ذاتية